# Portret Marii Teresy de Vallabriga (popiersie)
Portret Marii Teresy de Vallabriga (hiszp. Retrato de doña María Teresa de Vallabriga) – obraz olejny hiszpańskiego malarza Francisca Goi (1746–1828). Znajduje się w prywatnej kolekcji Juana Antonia Pérez Simón w Meksyku.
Portret przedstawia Marię Teresę de Vallabriga y Rozas, żonę infanta Ludwika Antoniego Burbona, brata króla Karola III. Małżeństwo z młodszą o 32 lata Marią Teresą było jednym z powodów, dla których infant popadł w niełaskę i został wydalony z madryckiego dworu. Maria Teresa, córka kapitana aragońskiej kawalerii, nie miała królewskiego rodowodu, dlatego małżeństwo uznano za morganatyczne, a infant i jego rodzina utracili liczne przywileje. Rodzina zamieszkała w Arenas de San Pedro, gdzie na zaproszenie infanta dwukrotnie odwiedził ich Goya, aby namalować kilka portretów.
Dzieło, które przypomina miniaturowe portrety medalionowe, powstało na zamówienie infanta. Jego młoda żona Maria Teresa została sportretowana w pozycji frontalnej, jedynie lekko obrócona w prawo, co miało złagodzić sztywność takiej kompozycji. Ma na sobie satynową, niebieską suknię z dekoltem wykończonym białym haftem oraz elegancką, połyskującą w świetle mantylkę. Dodatkową ozdobą jest skrzyżowane na piersi boa (prawdopodobnie wykonane z piór), które podkreśla lekki obrót sylwetki w prawo. Infantka według francuskiej mody ma lekko upudrowane włosy. Wykonane w 1992 roku badania radiograficzne obrazu wykazały, że Goya w trakcie pracy nad tym portretem wprowadził liczne zmiany. Pierwotnie infantka miała na sobie francuską suknię, którą malarz zamienił na hiszpańską mantylkę.
Duże, pogodne oczy Marii Teresy podkreślają jej żywy charakter i młody wiek. Mąż Marii Teresy był od niej dużo starszy; zmarł dwa lata po powstaniu tego portretu. Jego śmierć oznaczała ciężki okres dla rodziny – dzieci zostały odebrane Marii Teresie, która po wielu latach powróciła do rodzinnej Saragossy. Dopiero małżeństwo jej córki Marii Teresy Burbon z Manuelem Godoyem przyniosło restaurację dóbr i tytułów szlacheckich.
Relacje Goi z małżeństwem infantów były bardzo serdeczne. Dwukrotnie zapraszali malarza (i jego żonę Josefę) do swojej posiadłości i nie szczędzili mu pochwał i dowodów życzliwości. W latach 1783–1784 Goya wykonał dla nich w sumie 16 obrazów, najważniejszy z nich to Rodzina infanta don Luisa. Wielokrotnie portretował Marię Teresę (Portret Marii Teresy de Vallabriga (profil), Portret Marii Teresy de Vallabriga (półpostać) i Portret Marii Teresy de Vallabriga na koniu); darzył ją szczególnym szacunkiem i sympatią, być może dlatego, że oboje pochodzili z Aragonii. Ludwik Antoni był słabego zdrowia i zmarł w 1785 roku; dla Goi oznaczało to utratę cennego zleceniodawcy i mecenasa.